# Roberto Blanco
Roberto Blanco geboren als Roberto Zerquero Blanco (Tunis, 7 juni 1937) is een Cubaanse schlagerzanger, acteur en amusementsartiest.

## Carrière
Roberto Blanco werd geboren in Tunis als zoon van Cubaanse ouders: folklore- en variété-kunstenaar Alfonso Zerquera en zijn vrouw Mercedes Blanco, een Cubaanse danseres en zangeres, die overleed toen hij twee jaar was. Hij groeide op in Beiroet en Madrid. Na afsluiting van zijn schooltijd ging hij in Madrid medicijnen studeren, welke studie hij echter na twee semesters beëindigde. In 1956 kwam hij naar Duitsland, waar hij een jaar later meespeelde in de film Der Stern von Afrika. Zijn zangcarrière startte hij bij Josephine Baker. In 1958 zong hij een schlager in de Duitse kleurenfilm Bühne frei für Marika. In de jaren 1960 werd hij schlagerster met optredens in verschillende films: Alle Menschen werden Brüder en Drei Männer im Schnee. In 1969 won hij de Deutsche Schlager-Festspiele met het nummer Heute so, Morgen so. In 1971 kreeg hij de Duitse nationaliteit. Tussentijds nam hij nog enkele schlagers op en scoorde in 1972 met de nummers Ein bißchen Spaß muß sein en Der Puppenspieler von Mexico. Blanco was meermaals te gast in televisie-muziekprogramma’s, waaronder in de ZDF-Hitparade.
In 1973 kreeg hij zijn eigen tv-show Heute so, Morgen so. Hij stelde zich meermaals kandidaat voor het Eurovisiesongfestival. In 1970 deed hij mee aan de voorronden van het Eurovisiesongfestival met het nummer Auf dem Kurfürstendamm sagt man Liebe (5e plaats). In 1973 zong hij Ich bin ein glücklicher Mann (4e plaats) en Au revoir, auf Wiedersehen (11e plaats). In 1979 ten slotte zong hij Samba si! Arbeit no! (4e plaats). In 1976 presenteerde hij de Roberto Blanco Show. In 1980 werd hij met de spelshow Noten für zwei opvolger van de show Am laufenden Band van Rudi Carrell, maar de uitzending werd in 1982 na vier afleveringen op zijn verzoek beëindigd. Verdere uitzendingen waren Roberto – Ein Abend mit Roberto Blanco en Musik is meine Welt. In 1986 ging hij voor de eerste keer naar Cuba, waar hij in 1987 als eerste buitenlandse artiest een eigen showblok in de revue Tropicana in Havana kreeg.
In de jaren 1990 zong hij samen met Tony Marshall stemmingsliederen. Een van hun succesnummers was Resi bring Bier, een coverversie van het nummer Crazy for you, gezongen door David Hasselhoff. De televisiezender MDR wijdde in 1997 een jubileumuitzending aan Blanco, waarin de sterdanseres Marlène Charell, haar echtgenoot Roger Pappini, Peter Kraus en andere prominenten optraden. In 1994 was hij ook als producent werkzaam. Het spaanstalige album Por tu amor verscheen met muzikanten uit Zuid-Amerika. In 1996 zong hij het nummer Da ist die Tür. Hij was ook regelmatig te gast bij schlager-oldie-manifestaties, zo iets als het jaarlijkse schlagerfestival van Radio Bremen, waar hij zijn oude hits ten gehore bracht en ook collega’s begroette.
In 2008 speelde hij onder zijn eigen naam in de film 1½ Ritter – Auf der Suche nach der hinreißenden Herzelinde, een kleine crimineel in de Middeleeuwen. In 2011 leende hij in de film Rio zijn stem aan de reuzentoekan Rafael en publiceerde hij een nieuw album met Du lebst besser, wenn du lachst. In augustus 2011 trad hij samen op met de thrashmetalband Sodom bij het Wacken Open Air en zong metalversies van Ein bißchen Spaß muß sein en Amarillo. Het optreden was onderdeel van een campagne tegen de Ziekte van Alzheimer. Van oktober tot december 2012 speelde hij de rol van de tv-presentator Heinz Wäscher in de musical Kein Pardon van Hape Kerkeling in het Capitol-Theater in Düsseldorf. In 2013 publiceerde hij samen met het rapperduo Finger & Kadel de single Ein bißchen Spaß muß sein, met kenmerken van electronic dance en hiphop. In 2014 nam hij zijn eigen financiële situatie op de korrel en produceerde samen met reclamebureau een video met de titel Ein bisschen spar’n muss sein. In 2014 leende hij voor de film Rio 2 wederom zijn stem aan de reuzentoekan Rafael. In 2016 openbaarde hij samen met Waterloo een nieuwe opname van het nummer Brauner Bär und Weiße Taube van Gus Backus in een danceversie.

## Privéleven
Blanco is erelid van de partij CSU. Hij engageert zich voor daklozen en kinderen, bijvoorbeeld door ondersteuning van het project Artsen zonder Grenzen. Roberto Blanco heeft twee dochters en een zoon. Zijn dochter Patricia nam in 2009 deel aan Big Brother en in 2015 aan Ich bin ein Star – Holt mich hier raus! In 2004 diende zijn vrouw Mireille na 40 jaar huwelijk de scheiding in, die echter pas in 2012 rechtsgeldig werd verklaard. Een jaar later trouwde hij met zijn verloofde Luzandra Straßburg. Hij woont sinds 2015 in Mondsee in Salzkammergut in Oostenrijk.

## Discografie

### Singles
- 1957: Jesebell
- 1957: Ob schwarz, ob weiß
- 1963: Twistin' mit Monika
- 1968: Tschumbala-Bey
- 1968: Jennifer
- 1969: Heute so, morgen so
- 1969: Auf Liebe gibt es keine Garantie
- 1970: Auf dem Kurfürstendamm sagt man „Liebe“
- 1970: San Bernadino
- 1971: Las Vegas
- 1971: Ich komm' zurück nach Amarillo
- 1972: Der Puppenspieler von Mexiko
- 1972: Ein bißchen Spaß muß sein
- 1973: Ich bin ein glücklicher Mann
- 1973: Pappi, lauf doch nicht so schnell
- 1974: In El Paso
- 1976: Bye Bye, Fräulein
- 1977: Morgen sind wir reich
- 1978: Porompompom
- 1978: Hey Mama Ho
- 1978: Viva Maria
- 1978: Wer trinkt schon gern den Wein allein
- 1979: Der Clap Clap Song
- 1979: Samba si! Arbeit no!
- 1979: Am Tag, als es kein Benzin mehr gab
- 1980: Rock 'n' Roll ist gut für die Figur
- 1981: Humanaho (Alle Menschen sind Brüder)
- 1990: Resi bring Bier (met Tony Marshall)
- 1992: Limbo auf Jamaika (met Tony Marshall)
- 1996: Da ist die Tür (met Lotto King Karl)
- 1999: Last Christmas (met Luis Frank y su Traditional Habana)
- 2001: Born to Be Alive (met The Disco Boys)
- 2004: Ein bißchen Spaß muß sein (nieuwe versie met Captain Jack)
- 2009: Quando, Quando, Quando (met Piero Esteriore)
- 2013: Ein bisschen Spaß muss sein (met Finger & Kadel)
- 2016: Brauner Bär und weiße Taube (met Waterloo)

### Albums
- 1970: Heute so
- 1972: Von Las Vegas nach Amarillo
- 1973: Ein bißchen Spaß muß sein
- 1979: Viva Roberto
- 1982: Musik ist meine Welt
- 1984: Por tu amor
- 2003: E Viva la Musica
- 2011: Du lebst besser, wenn Du lachst
- 2013: Swinging New York

### Greatest hits/compilaties
- 1987: Ein bißchen Spaß muß sein – Roberto Blanco – 30 Jahre Show
- 1997: Heute so, morgen so
- 2000: Best of

### Speciale uitgaven
- 1971: Weihnachten in aller Welt
- 1973: Hallelujah heißt mein Lied – Spirituals und Gospelsongs in deutscher Sprache
- 1999: Christmas In Cuba

## Filmografie
- 1957: Der Stern von Afrika
- 1958: Bühne frei für Marika
- 1972: Außer Rand und Band am Wolfgangsee
- 1973: Die blutigen Geier von Alaska
- 1973: Alle Menschen werden Brüder
- 1993: Kaisermühlen Blues
- 2004: Crazy Race 2 – Warum die Mauer wirklich fiel
- 2007: Neues vom Wixxer
- 2008: 1½ Ritter – Auf der Suche nach der hinreißenden Herzelinde
- 2008: Sunshine Barry und die Discowürmer
- 2011: SOKO Köln: Playback
- 2011: Rio (stemartiest)
- 2014: Rio 2 – Dschungelfieber
- 2014: Hotel Zuhause: Bitte stören!
- 2015: Verbotene Liebe
- 2015: Halbe Brüder

## Theater / musicals
- 2011–2012: Kein Pardon, musical, Capitol Theater, Düsseldorf
- 2013–2015: Der Mustergatte, komedie, Deutschland-Tournee
- 2022: Monsieur Claude 2, komedie, Schlosspark Theater, Berlin
- 2023: Monsieur Claude und seine Töchter, komedie, Bernhard-Theater, Zürich

- Bibliothèque nationale de France: cb165734782 (data)
- Gemeinsame Normdatei: 123954711
- International Standard Name Identifier: 0000 0000 7373 7821
- Library of Congress Control Number: no2018016406
- MusicBrainz: dd2edefa-97b7-4eee-aa2a-d4541da7e327
- Virtual International Authority File: 35377176
- WorldCat: E39PCjBd43BQdgfB76GYvgWftq